# Lijst van longziekten
Dit artikel geeft een lijst van longziekten. Longziekten zijn aandoeningen aan het luchtwegstelsel. 

## A
- Astma - benauwdheidsaanvallen

## B
- Bronchiolitis - ontsteking van de brionchiolen
- Bronchitis - ontsteking aan de bronchiën
- Bronchoconstrictie - vernauwing van de luchtwegen
- Bronchuscarcinoom - woekering van cellen in de longen

## C
- Chronische bronchitis - Chronische ontsteking aan de bronchien
- COPD - verzamelnaam voor longemfyseem en chronische bronchitis
- Cystic fibrosis - zeldzame ziekte die te dik slijm aan maakt (ook wel taaislijmziekte genoemd)

## G
- Griep - Luchtweginfectie

## I
- Influenza

## K
- Kinkhoest - luchtweginfectie

## L
- Longabces - holte met pus in de long
- Longembolie - een obstructie in de longslagader
- Longemfyseem - rek is uit de long
- Longkanker - woekering van cellen in de longen
- Longoedeem - vocht tussen de longblaasjes
- Longontsteking - luchtwegontsteking
- Longfibrose - bindweefsel vorming in de longen

## M
- Mesothelioom - woekering van cellen van het longvlies
- Mexicaanse griep - Griep met oorsprong in Mexico

## P
- Pleuritis - ontsteking van het pleuravocht
- Pneumothorax - klaplong
- Pulmonale hypertensie - hoge bloeddruk in de longslagader
- PCD onjuiste werking van trilhaartjes

## S
- SARS - acute luchtweginfectie
- Sarcoïdose - auto-immuunziekte
- Subcutaan emfyseem - ophoping van lucht onder de huid

## T
- Tuberculose - zware luchtweginfectie die andere organen aantast

## V
- Virale pneumonie
- Vaping-gerelateerde longschade